# Augustus 2018
Dit artikel geeft een chronologisch overzicht van de belangrijkste gebeurtenissen per dag in de maand augustus van het jaar 2018.

## Gebeurtenissen

### 1 augustus
- Het is Earth Overshoot Day, de dag waarop de mensheid wereldwijd net zoveel van de Aardse grondstoffen, voedingswaren, en dergelijke heeft opgebruikt als wat de Aarde in één jaar tijd terug kan opbrengen en aan geproduceerde afvalstoffen kan verwerken.

### 4 augustus
- In de Zwitserse Alpen stort een Junkers Ju 52 uit de Tweede Wereldoorlog neer. Alle 20 inzittenden komen om.

### 6 augustus
- Bij de Europese kampioenschappen baanwielrennen in Glasgow worden Kenny De Ketele en Robbe Ghys wereldkampioen bij de koppelkoers.[1]

### 10 augustus
- In de Roemeense hoofdstad Boekarest loopt een demonstratie tegen de regering, georganiseerd door Roemenen die in het buitenland werken, uit op een confrontatie met de gendarmerie.

### 14 augustus
- De Ponte Morandi, een verkeersbrug in de Italiaanse havenstad Genua, stort deels in tijdens zware regenval. Minstens 39 mensen komen om.

### 18 augustus
- De Nederlandse openwaterzwemmer Maarten van der Weijden doet een poging de route van de Elfstedentocht (ca. 200 km) te zwemmen. Op 20 augustus moet hij na 163 km en 55 uur zwemmen wegens ziekte opgeven.

### 22 augustus
- In Nederland wordt bekend dat er een DNA-match is in het onderzoek naar de dood van Nicky Verstappen. Het gaat om een 55-jarige man, die ten tijde van het voorval in Simpelveld woonde.[2]

### 24 augustus
- Scott Morrison wordt premier van Australië. Hij volgt Malcolm Turnbull op.

### 25 augustus
- Bij een ongeluk met een touringcar in de buurt van de Iskar-kloof in Bulgarije vallen 16 doden.[3]

### 26 augustus
- In Spanje wordt de 55-jarige Jos B. aangehouden, die geldt als hoofdverdachte in de zaak-Nicky Verstappen uit 1998.
- Als gevolg van de aanhoudende droogte bereikt de Rijn bij Lobith het laagste peil ooit: 6,87 meter boven NAP.[4]

### 31 augustus
- Op Amsterdam Centraal Station verwondt een Afghaanse jongeman met een Duitse verblijfsvergunning twee Amerikaanse toeristen met een mes. De jongeman wordt door de politie in zijn been geschoten en gearresteerd. Later blijkt hij met een terroristisch oogmerk te hebben gehandeld.[5]

## Overleden
← · januari · februari · maart · april · mei · juni · juli · augustus · september · oktober · november · december ·  →